# رقص بریلیانت
رقص بریلیانت (به ترکی آذربایجانی: Birilyant) (به انگلیسی: Birilyant) از جمله رقص‌های فولکلوریک قدیمی اهالی آذربایجان است.
این رقص دو نوع متفاوت دارد. اولی در سالهای ۱۹۲۰ الی ۱۹۲۲ در باکو آفریده شده، تمپو آن سریع بوده و ملودی آن بی‌اندازه پرشور است. توسط مردان اجرا می‌شود.
نوع دیگر آن فقط برای اجرای خانمها است. ملودی آن ظریف و آهنگ دار اجرا می‌شود. سرعت آن آرام است.